# Eresoidea
Eresoidea — надродина аранеоморфних павуків з групи Entelegynae.

## Класифікація
Надродина містить 349 видів у трьох родинах:
- Eresidae
- Hersiliidae
- Oecobiidae